# Хипотезе о поријеклу Хрвата
Хрвати своје поријекло прате до сеоба дијела старих Словена ка југу у 6. и 7. вијеку н. е, предање које подржавају антрополошке, генетске и етнолошке студије. Међутим, археолошки и други историјски докази о сеоби Словена, о карактеру старосједелачког становништва на територији данашње Хрватске и о њиховим међусобним односима указују на различите историјске и културне утицаје.

## Етногенеза Хрвата
Дефиниција етногенезе Хрвата почиње дефиницијом етницитета, према којем је етничка група друштвено дефинисана категорија људи који се међусобно идентификују на основу заједничког предачког, друштвеног, културног или другог искуства, и која показује одређену трајност током дужег временског периода. У случају Хрвата, нема сумње да се у раном средњем вијеку одређена група идентификовала етнонимом Хрвати и да су је тако идентификовали и други. Такође, имала је политичку конотацију, наставила да се шири и од касног средњег вијека експлицитно се поистовјећивала са нацијом, иако не у тачном значењу као савремена модерна нација.
У случају данашње хрватске нације, неколико компоненти или етапа утицало је на њену етногенезу:
- старосједелачка праисторијска компонента, која датира из каменог доба, прије 40.000 година, и млађа неолитска култура попут Данилске, која датира из периода 4700—3900. године п. н. е. и енеолитска култура попут Вучедолске, датира из периода 3000. и 2200. године п. н. е.[4]
- протоисторијска компонента, која укључује древне народе попут Илира (укључујући Далмате и Либурне у приморској и Панонце у континентаној Хрватској); келтски или келтско-илирски народи, као што су Јаподи, Таурисци [] и Скордисци, такође су једно вријеме живјели на простору континенталне Хрватске. У 4. вијеку п. н. е. постојало је и неколико грчких колонија на јадранским острвима и обали.[4]
- Римска историјска компонента, која обухвата мјешавину древних Илира и римских колониста и легионара;[5] у то вријеме су на граници римске Далмације привремено насељени били Јазиги, сарматско (иранско) племе.[6]
- Касноантичка-раносредњовјековна историјска компонента, из периода Сеобе народа, коју су започели Хуни, а која је на простору Хрватске у првој етапи обухвата Визиготе и Свебе, који се ту нису дуго задржали, и Остроготи, Гепиди и Лангобарди, који су образовали краткотрајног Остроготско краљевство (493—553. н. е.). У другој етапи догодиле су се велике словенске сеобе у југоисточну Европу, често повезане са дјеловањем Авара.[7]
- Средњовјековна-нововјековна историјска компонента, која обухвата присуство Мађара/Угара, Италијана/Млечана, Нијемаца/Саса и других. Послије 14. вијека, због црне смрти и османских освајања, хрватски етноним се проширио са историјских хрватских земаља на западну Славонију, што је довело до тога да Загреб постане пријестоница Краљевине Хрватске и да се уклопи у етногенезу становништва те територије.[6] Османска освајања изазвала су многе сеобе народа на Балкану и у Хрватској, попут сеоба Влаха [],[а] али су предстојећи свјетски ратови и друштвени догађаји такође утицали на хрватску етногенезу.[8]

## Стари историјски извори
Помен етнонима Хрват за одређено племе прије 9. вијека још увијек није у потпуности потврђен. Према спису „О управљању царством” византијског цара Константина VII из 10. вијека, скупина Хрвата одвојила се од Бијелих Хрвата (Βελοχρωβάτοι) који су живјели у Бијелој Хрватској и стигла својевољно, или по позиву византијског цара Ираклија (вл. 610—641), у Далмацију гдје су се борили против Авара и побиједили их, и на крају основали сопствену кнежевину. Према легенди сачуваној у спису, предводила су их петорица браће Клукас (Κλουκᾶς), Лобелос (Λόβελος), Косенцес (Κοσέντζης), Мухло (Μουχλώ) и Хрбатос (Χρωβάτος), као и двије сестре Туга (Τουγά) и Буга (Βουγά), док је њихов архонт (кнез) у то вријеме био Поргин отац, а кршени у током Поргине владавине у 7. вијеку. То је документовано у 30. и 31. поглављу списа „О управљању царством”.
Стари историјски извори не дају тачну индикацију етногенезе ових раних Хрвата. Константин не поистовјећује Хрвате са Словенима, нити указује на разлике међу њима. Јован Скилица у свом дјелу „Мадридски Скилица” идентификује Хрвате и Србе као Ските. Монах Нестор у својој „Повијести минулих љета” постовјећује Бијеле Хрвате са Западним Словенима дуж Висле, док је остале Хрвате укључио у источнословенски племенски савез. Љетопис попа Дукљанина поистовјећује Хрвате са Готима који су остали послије Тотилиног освајања Далмације. Слично, Тома Архиђакон у свом дјелу „Повијест бискупа Салоне и Сплита” помиње да је седам или осам племена, која је назвао Лингонци (лат. Lingones), стигло из Пољске и населило се у Хрватској под Тотилиним вођством.

## Историја истраживања
Етноним Хрват, као и петоро браће и двије сестре , често се сматра да немају словенско поријекло, али су опет прилично посебни да би били плод маште Константина VII. Стога је поријекло раних Хрвата прије и у вријеме доласка у данашњу Хрватску, као и њихов етноним, била вјечна тема историографије, лингвистике и археологије. Међутим, теорије су често биле разрађене ненаучним терминима, поткријепљене специфичним идеолошким намјерама, а често и политичким и културним намјерама тог времена. Оваква тумачења су нанијела велику штету одређеним теоријама и стварној научној заједници. Требало би озбиљно размотрити да ли се поријекло раних хрватских племена може сматрати и поријеклом хрватске нације и може ли се тврдити да су Хрвати, који су данас нација, постали тек када су хрватска племена стигла и асимилирала друго становништво на територији данашње Хрватске.

### Словенска теорија
Словенска теорија, у екстремном облику позната и као пансловенска теорија, о идеји да су Словени дошли у Илирик из Пољске датира најмање из 12. вијека. Развојем хрватске историографије од 17. вијека, она је разрађена у реалистичким оквирима и сматрали су Хрвате једном од словенских група која су се населила у својој данашњој домовини током периода Сеобе народа. Дјело Константина VII посебно је истраживао Иван Лучић, историчар из 17. вијека, који је закључио да су Хрвати дошли из Бијеле Хрватске са друге стране Карпата, у „Сарматији” („Пољској”, смјештајући их у источну Галицију), с чиме се историчари данас углавном слажу.
Крајем 19. вијека, најзначајнији утицај на будући историографију имали су Фрањо Рачки и интелектуални и политички круг око Јосипа Јураја Штросмајера. Поглед Фрање Рачког на заједнички долазак Хрвата и Срба у „дјелимично празан дом”, уклапао се идеолошки југословенство и пансловенство. Идеје Рачког је даље развио историчар Фердо Шишић у свом капиталном дјелу „Повијест Хрвата у вријеме народних владара” из 1925. године. Дјело се сматра каменом темељцем за каснију историографију. Међутим, у првој и другој Југославији, пансловенска (чистословенска) теорија је била посебно истакнута због политичког контекста и власти су признавале као једину званичну теорију, док су друге теорије које су приписивале несловенско поријекло и компоненте занемариване и одбациване, па чак и њихове присталице, такође из политичких разлога, биле су прогоњене (Милан Шуфлај, Керубин Шегвић, Иво Пилар). Званична теорија је такође занемаривала неке историјске изворе, попут списа Константина VII, и истицала је да су Хрвати и Срби исти словенски народ који је стигао у једној и истој сеоби, и да су били невољни да узму у обзир стране елемент у тим одвојеним друштвима. Било је југословенских научника попут Ферда Шишића и Наде Клаић, који су дозвољавали ограничено несловенско поријекло одређених елемената у хрватској етногенези, али су они обично повезивани са Аварима и Бугарима. Главна тешкоћа пансловенске теорије био је хрватски етноним, који није могао бити изведен из словенског језика.
Словенска теорија о сеоби из Закарпатја или Малопољске у 7. вијеку остаје главна историографска и археолошка теорија. Према опсежним фолклорним и другим студијама Радослава Катичића, словенство Хрвата је несумњиво, као и опстанак неких старосједелачких елемената, док је иранско поријекло етнонима најмање вјероватно. Са овим закључком сложили су се и други научници попут Иве Голдштајна и Џона ван Антверпа Фајна.

#### Аутохтоно-словенска теорија
Аутохтоно-словенска теорија датира још из хрватске ренесансе, када су је заступали Винко Прибојевић и Јурај Шижгорић. Нису имали сумње да хрватски језик припада словенској породици језика, али су сматрали да су Словени старосједеоци у Илирику и да су им преци стари Илири. Теорија се развила међу далматинским хуманистима, а разматрали су је и рани модерни писци, попут Матије Петра Катанчића, Мавра Орбина и Павла Ритера Витезовића. Ову културну и романтичарску идеју посебно је заговарао национални Илирски покрет, којег је предводио Људевит Гај у 19. вијеку.
Према аутохтоном моделу, домовина Словена била је на подручју бивше Југославије, а они су се ширили ка сјеверу и западу, а не обрнуто, што је „потпуно неодрживо”. Ревизија теорије, коју је развио Иван Мужић 1989, тврди да се сеоба Словена са сјевера догодила, али да је стварни број словенских досељеника био мали и да је аутохтони етнички супстрат преовладао у формирању Хрвата, али то противрјечи и не одговара на питање о присуство преовлађујућег словенског језика, друштвени и језичку ситуацију која је формирала предсловенско становништво је тешко реконструисати, посебно ако се прихвати теорија да је аутохтоно становништво било преовлађујуће у вријеме доласка Словена, али да је прихватило језик и културу словенских досељеника који су били у мањини. Претпоставке да су Илири били етнолингвистички хомоген ентитет одбачене су у 20. вијеку, а према научницима који подржавају хипотезу о словенској прапостојбини у сливу Дунава, сматра се да су нека прасловенска племена постојала чак и прије словенске сеобе у југоисточну Европу. Међутим, ова теорија је научно дискредитована и одбачена, јер садржи антисловенски став.

#### Конструктивистичка теорија касне сеобе
„Конструктивистичку” теорију касне сеобе први пут је заступао Лујо Маргетић 1977. године. Теорија је покушала да пружи комбиновани одговор на касну појаву хрватског етнонима у историјским изворима (свако тек од средине 9. вијека) и недостатак археолошких налаза из 7. и 8. вијак који би посвједочили масовну сеобу раних Словена. Иако је Маргетић касније одбацио сопствену теорију, прихватила ју је Нада Клаић, тврдећи да су Хрвати учествовали у Франачко-аварском рату под франачким вођством и да су почетком 9. вијека стигли из Карантаније у Далмацију, коју су већ насељавали други Словени. Касније је теорија утицала на идеолошку изложбу „Хрвати и Каролинзи” (2000) и стварање нове теорије о сеоби Хрвата као словенских вазала Франака крајем 8. и почетком 9. вијека током Франачко-аварског рата коју су изнијели Младен Анчић, Анте Милошевић и Владимир Сокол, сваки са различитим и углавном „културно-историјским” приступима. Нпр, Анчић је видио везу у етнонимима и топонимима између Полабије и западног Балкана, као и појаву каролиншке војне опреме у 9. вијеку, а Милошевић је тврдио да су се викиншко-каролиншки мачеви К-типа нордијског (викиншког) поријекла из друге половине 8. вијека, појавили су се у залеђу источној Јадрана са сеобом Хрвата на југ (под каролиншким надзором). Слично аутохтоној теорији, она заступа идеју да су Словени (уједно и Хрвати) дошли као мањина међу бројнијим старосједелачким становништвом без већег дисконтинуитета (осим Сокола који је био отворен за масовну сеобу Хрвата).До 2018, основна парадигма изложбе из 2000. успјела је да преобликује постјугословенску научну перцепцију о византијском и каролиншком утицају на западном Балкану (дајући већи значај овом другом), али није упио да постигне национални и међународни успјех међу научницима који нису учествовали у изложби о дискусији о поријеклу и сеоби Хрвата.
Теорија је већ од 1970-их критикована и одбачена од водеће стручне публике, јер погрешно тумачење писане изворе и археолошке податке који показују словенско-хрватску сеобу и насељавање у 7. вијеку и није било никаквог дисконтинуитета у прелазу између 8. и 9. вијека. Такође, не постоји претпоставка о „одсуству било каквих налаза између средине 7. и краја 8. вијека”, јер „недавна датирања налаза и гробља тзв. хоризонта са карактеристикама паганских сахрана (као и сахрана кремацијом), било кроз типолошке анализе или датуме из 14. вијека, дефинитивно оповргавају ово гледиште”. Сличност словенских етнонима и топонима није убједљив аргумент и била је очекивана. Није било никакве уочљиве нове стране групе у 9. вијеку, нити се таква група ни Хрвати, као и њихова сеоба, не помињу се у детаљним франачким историјским изворима. Викиншко-каролиншки мачеви и друга војна опрема не указују на долазак нове етније (ниједан није пронађен на територији Ободрита у Војводини; много таквих мачева и опреме пронађено је изван каролиншко домена, као у Данској, која је била франачки непријатељ). Колико је проблематично идентификовати мачеве са етнијом и појединцем показала је ДНК анализа скелета са мачем са краја 8. и почетка 9. вијека у Ваћанима код Скадрина, која је потврдила да потиче са Кипра (док би се без такве анализе, према теорији, сматрао етничким Хрватом). Такође, Милошевићево разматрање о скандинавском поријеклу мачева К-типа је контроверзно, јер је у супротности са увреженим мишљењем које их сматра карактеристичним за франачке радионице. Каролиншка војна опрема је у великој мјери утицала на консолидацију хрватског етничког идентитета и елите у Кнежевини Хрватској, као и на њихове односе са Каролиншким царством.

#### Постструктуралистичка теорија елитног културног модела
Најскорије, крајем 1990-их, „постструктуралистичку” теорију словенског елитног културног модела створио је Флорин Курта, а касније су је подржали Данијел Џино и Франческо Бори. Ревизионистички деконструише старе Словене, тврди да је ширење Словена културни модел који су измислили Византинци без већих сеоба, занемарујући и реинтерпретирајући многе историјске изворе (сматрајући их „пропагандом”) и фокусира се на конструисање идентитета и наратива. Види Словене и Хрвате са њиховим идентитетом као елиту чије ће име Византинци наметнути хетерогеном становништву које је живјело у римским земљама након римског друштвеног колапса, због чега је успио да се наметне словенски/хрватски идентитет, језик и обичаји домаћег становништву које је престало да буде римско и довело до настанка нових словенских држава попут хрватске. Као и претходне двије теорије, и она заступа идеју да су Словени дошли као мањина међу бројније старосједелачко становништво. Куртина теорија се „тешко може прихватити”.

### Готска теорија
Готска теорија, која датира из касног 12. и 13. вијека, дјело је Попа Дукљанина и Томе Архиђакона, без искључења да су неки готске сегменти могло преживјети пропаст Готског краљевства и учествовати у хрватској етногенези, заснива се на готово никаквим конкретним доказима који би идентификовали Хрвате са Готима, мотивисана антисловенским осјећањима. Краљевина Хрватска је 1102. ступила у персоналну унију са Краљевином Угарском. Сматра се да би ова идентификација Хрвата са Готима могла бити заснована на мјесном хрватским династичком миту Трпимировића из 11. вијека, упоредном угарском династичком миту Арпадовића о поријеклу од Атиле, хунског вође.
Неки научници, попут Наде Клаић, сматрали су да је Тома Архиђакон презирао Словене и да је желио да их омаловажи као варваре са готском идентификацијом, међутим, до времена ренесансе Готи су сматрани племенитим варварима у поређењу са Хунима, Аварима, Вандалима, Лангобардима, Угарима и Словенима, и као такве их није идентификовао са Готима. Такође, у дјелу Томе Архиђакона почетни нагласак је на декаденцији људи из Салоне, и као такви, научници сматрају да је појава дошљака Гота/Хрвата заправо виђена као нека врста Божијег бича за грешне Римљане.
Научници попут Лудвига Гумпловича и Керубима Шегвића дословно су читали средњовјековна дјела и сматрали Хрвате Готима који су временом словенизовани, а да је владајућа каста образована од страног ратничког елемента. Идеја аргументована готским суфиксом mære (mer, славан), који се налази међу именима хрватским кнежева на каменим натписима и у списима, као и словенски суфикс слав, и да је mer на крају промијењено у мир, јер су Словени искривили тумачење назива према свом језику. Етноним Хрват је изведен из германско-готског Hrôthgutans, hrōþ (побједа, слава) и gutans (уобичајено историјско име за Готе). Током Другог свјетског рата, готска теорија је била једина теорија коју је подржава усташки режим у Независној Држави Хрватској.

### Иранска теорија
Иранска, позната и као иранско-кавкаска, теорија датира из 1797. и докторске дисертације Јосипа Микоција који је, како је дисертација мистериозно нестала 1918, а сачуван само кратак приказ, сматрао да Хрвати воде поријекло од Сармата, који су потицало од Медијаца из сјеверозападног Ирана. Два Камена из Танаиса откривена су 1853. године. Натписи су на грчком језику и пронађени су на простору грчке колоније Танаис с краја 2. и почетка 3. вијека н. е, у вријеме када је колонија била окружена Сарматима. На већем натпису пише „оцем богоштовног збора Хоруат[а, сина —-]о[—”, док на мањем натпису пише „Хороатос, син Сандарзиов, архонти Танаићана” што подсјећа на уобичајену варијацију хрватског етнонима Хрват — Хорват. Неки научници користе ове камене табле само да објасне етимологију, а не нужно и етногенезу.
Иранска теорија је ушла у историјску наука из три, у почетку независна пута, из историјско-филолошког, историје умјетности и историје религије, у првој половини 20. вијека. Посљедња два су подржали историчари умјетности (Лука Јелић, Јозеф Стшиговски, Уго Монере де Виљар) и историчари религије (Јан Пајскер, Милан Шуфлај, Иво Пилар). На словено-иранску културну међусобну повезаност указивали су савремени етнолози, попут Марије Гушић која је у ритуалу Љеље уочила утицај из понтско-кавкаско-иранске сфере, Бранимира Гушића, и археолога Зденка Винског и Ксеније Вински-Гаспарини. Међутим, културне и умјетничке индикаторе иранског поријекла, укључујући и индикације у религијског сфери, тешко је утврдити. Углавном су се осјећали сасанидски (224—651. н. е.) утицаји у степским регионима.
Први научник који је повезао називе на каменим плочама са хрватским етнонимом био је Александар Погодин. Први који је разматрао такву тезу и иранско поријекло био је Константин Јиречек 1911. године. Десет година касније, Алексеј Соболевски је дао прву систематску теорију о иранском поријеклу, која се до данас није промијенила у основним цртама. Исте године, Фран Рамовш је самостално, позивајући се на иранско тумачење имена Хороатос Макса Фасмера, закључио да су рани Хрвати били једно од сарматских племена која су током Велике сеобе напредовала дуж спољне ивице Карпата (Галиције) до ријека Висле и Лабе. Готово коначну и детаљнију слику дао је словеначки академик Људмил Хауптман 1935. године. Сматрао је да су ирански Хрвати, након хунске инвазије око 370. године, када су Хуни прешли Воглу и напали иранске Алане на ријеци Дон, напустили своје првобитне сарматске земље и стигли међу Словене на пустош сјеверно од Карпата, гдје су се постепено словенизовали. Тамо су припадали племенском савезу Анта, све док Анте нису напали Авари 560. године, а заједницу су коначно уништили исти Авари 602. године. Тезу су касније подржали Франтишек Дворник, Георгиј Вернадски, Роман Јакобсон, Тадеуш Сулимирски и Олег Трубачов. Омељан Прицак је сматрао ране Хрвате кланом алано-иранског поријекла који је током „аварског мира” имао друштвену улогу граничара и трговаца, док је Радослав Катичић сматрао да нема довољно доказа да су несловенски Хрвати владали као елитна класа над Словенима који су били под влашћу Авара.
Лична имена на каменим плочама сматрају се прототипом одређеног етнонима сарматског племена од ког су те особе потицале и данас је општеприхваћено да је хрватско име иранског поријекла и да се може пратити до камених плоча из Танаиса. Међутим, сама етимологија није довољно јак доказ. Теорија је даље објашњена аварским уништењем племенске заједнице Анта 602. и чињеницом да се рана сеоба Хрвата и каснији рат са Аварима у Далмацији (током владавине цара Ираклије) могу посматрати као наставак рата између Анта и Авара. Да су рани Хрвати обиљежавали стране свијета бојама, па отуд Бијели Хрвати и Бијела Хрватска (Западна) и Црвена Хрватска (Јужна), али ознака стране свијета бојом, уопштено, указује на остатке широко распрострањене традиције степских народа. Хетероген састав хрватске легенде у којој се необично помињу двије жене вође, Туга и Буга, указују на оно што су потврдили и стварни археолошки налази — постојање „ратница” познатих као Амазонке међу Сарматима и Скитима. Стога је Трубачов покушао да објасни првобитни прототип етнонима из придјева *хар-ва(н)т (женски, богат женама), што потиче од етимологије Сармата, индоаријског *сар-ман(н)т (женски род) и у индоиранском придјевском суфиксу -ма(н)т/ва(н)т, и у индоаријској и индоиранској ријечи *сар- (жена), која у иранском даје *хар.
Друго тумачење дао је научник Јевгениј Пашченко; он је сматрао да су Хрвати хетерогена група народа која припада Черњаховској култури, полиетничкој културној мјешавини углавном Словена и Сармата, али и Гота, Гета и Дачана. Дошло је до међусобног односа између словенског и иранског језика и културе, што се види на примјеру топонимије. Стога, под етнонимом Хрвати не треба нужно видјети посебно или чак хомогено племе, ипак архаична религија и митологија хетерогене групе народа иранског поријекла или утицаја, који су обожавали соларно божанство Хорс, одакле вјероватно потиче хрватски етноним.

#### Персијска теорија
Још једна познатија, радикална теза, иранско-персијска, иранске теорије Стјепана Кризина Сакача, који је, иако дао увиде о неким питањима, покушао да прати хрватски етноним све до региона Арахозија (Харахваити, Харауватиш) и његовог народа (Харахуватија) на простору Ахеменидског царства (550—330. п. н. е.). Међутим, иако сугестивна сличност, она је етимолошки нетачна. Било је много присталица тезе и покушаја да се она даље развије, али се стварни аргументи сматрају натегнутим, ненаучним и са антисловенским расположењем.

### Аварска теорија
Аварска, такође позната као аварско-бугарска, бугарска или туркијска теорија, датира с краја 19. и почетка 20. вијека када су Џон Багнел Бјури и Анри Грегуар примјетили сличност између хрватске легенде о петоро браће (и двије сестре) са бугарском легендом о петоро Кубратових синова. То је додатно поткријепљено чињеницом да је ова прича веома слична другим адаптацијама Херодота (IV 33.3) „хрватска сеоба се није догодила, али… Константин Порфирогенит ју је створио ослањајући се на књижевне моделе који су се традиционално примјењивали за описивање досељавања скитских варавара”. Бјури је сматрао да су Храбатос Бијелих Хрвата и Кубрат Бугара иста особа из бугарске етничке групе, као и да је хрватска титула бана изведена из личног имена аварског кагана Бајана I и Кубратовог сина Батбајана. Слично томе, Хенри Хојл Хауорт је тврдио да су Бијели Хрвати били бугарска ратничка каста којој је дата земља на западном Балкану због протјеривања Авара након Кубратовог устанка против Аварског каганата.
Антипримордијалистичку теорију је касније развио Ото Корнштајнер 1978. године. Покушао је да докаже да су рани Хрвати били виша каста аварског поријекла, која се током 7. и 8. вијека помијешала са словенским племством и одбацила свој аварски језик. Као аргументе за своју тезу разматрао је татарско-башкирско поријекло хрватског етнонима; да се Хрвати и Авари скоро увијек помињу заједно; распрострањеност аварског типа насеља гдје је хрватски етноним био топоним, pagus Crouuati у Корушкој и Kraubath у Штајерској; ова насеља имала су аварска имена са суфиксом *-ики (-итји); заповједник насеља био је аварски бан, чије име се налазило у средишту тих насеља, Фанинг/Баниче < Баники у Корушкој и Фансдорф < Бансдорф у Штајерској; аварске официрске титуле, поред монголско-туркијског кагана, косезес/касазес, бан и жупан. Раније су неки југословенски историчари сматрали да је топоним Обров(ац) аварског поријекла, а према Кронштајнеровим тврдњама, које је Нада Клаић прихватила, Клаић је премјестио древну домовину Бијелих Хрвата у Карантанију.
Међутим, према Петеру Штиху и савременим научницима, Кронштајнерови аргументи били су обичне претпоставке које историчари објективно не могу прихватити као доказ. Заправо, етимолошки извод је један од многих и није општеприхваћен; Хрвати се помињу заједно са Аварима само у дјелу Константина VII, али увијек као непријатељи Авара, који су уништили њихову власти и протјерали их из Далмације; та насеља су имала широко распрострањен словенски суфикс -ићи, насеља немају полукружни аварски распоред, а банска насеља нису могли бити његово средиште јер су веома мала и не налазе се ни на једној важној раскрсници или географској локацији; поријекло и извођење титула нису ријешени и не налазе се код Авара и аварског језика; топоними са коријеном обров потичу од јужнословенског глагола „обровати” (копати ров) и углавном су каснијег датума (из 14. вијека).
Теорију је даље развио Валтер Пол. Он је указао на разлику између пјешадијско-земљорадничке (словенске) и коњичко-номадске (аварске) традиције, али није негирао да је понекад ситуација била управо супротна и да извори често нису правили разлику између Словена и Авара. У почетку је дијелио мишљење Бјурија о имену и легендама о Курбату и Хробату, а помињање двије сестре протумачио је као додатне елементе који су се придружили савезу „по мајчиној линији”, и напоменуо је да се симболика броја седам често среће код евроазијски номади. Пол је примјетио да је Кронштајнерова заслуга била у томе што је, умјесто раније уобичајене „етничке” етногенезе, предложио „друштвену”. Као такво, хрватско име не би било етноним, већ друштвена ознака за групу елитних ратника различитог поријекла који су владали над покореним Словенима на граници Аварског каганата, ознака која је временом постала етноним, наметнут словенским групама. Тврдња о граници је само дјелимично тачна, јер иако су Хрвати поменути на линију каганата, они су углавном били ван, а не унутар граница. Није подржао Кронштајнерово извођење, нити је сматрао етимологију важном јер је немогуће утврдити етничко поријекло „изворних Хрвата”, тј. друштвених категорија које су носиле назив „Хрват”.
Маргетић је, одбацујући своју теорију о касној сеоби, умјесто тога тврдио да су Хрвати једно од бугарских племена и водећа друштвена класа која је добила име у част Курбатове побједе над Аварима. Денис Алимов је додатно тврдио да су Хрвати „првобитно живјели на територији Карпатског басена, будући уско повезани са Аварима, али су је потом морали напустили, склонивши се од Авара иза планинских вијенаца [далматинског, алпског, шлеског и карпатског]”, вјероватно због сукоба са Аварима као Курбатовим припадницима 630-их година. У предстојећим историјским догађајима и интеракцијама на подручју Далмације, завршено је формирање хрватског етничког идентитета и етнополитичке групе људи, коју је у почетку одржавала и заговарала истоимена хетерогена политичка и војна елита.
Историчари и археолози су до сада закључили да Авара никада нису живјели у самој Далмацији (укључујући и Лику), већ негдје у Панонији. Нема ниједног раноаварског археолошког налаза на територији раносредњовјековне Кнежевине Хрватске и цијеле источне обале Јадрана и залеђа (до сада су пронађена само три касноаварска налаза са краја 8. и почетка 9. вијека, а старији од тога само у Винковцима и даље на исток у Славонији), што не подржава тезу о било каквом значајнијем присуству Авара или елитних ратника у раносредњовјековној Хрватској, хрватски етноним је забиљежен на територији Аварског каганата неколико вијекова послије његовог краја и да је туркијска етничка компонента у хрватској етногенези била занемарљива. Аварско поријекло титула бан и жупан до сада је снажно оспоравано и није вјероватно због недостатка аварских остатака на територији Кнежевине Хрватске.
У скорије вријеме, Осман Каратај је изнио протуркијску тезу (о Бијелим Оногурима). Ову теорију научници не узимају у обзир због недостатка научног приступа и честог занемаривања постојеће историографије. Такође, разматрано је туркијско поријекло босанске политије, што се сматра покушајем популаризације веза између Босанских муслимана са Турском.

## Антрополошке и генетске студије

### Антропологија
Антрополошки, краниометријска мјерења спроведена на савременом хрватском становништву Загреба показала су да оно претежно има „долихоцефални тип главе и мезопрозопски тип лица”, тачније мезоцефалија и летопросопија преовлађују у јужној Далмацији, а брахицефалија и еуропрозопија и средишњој Хрватској. Према краниометријским студијама средњовјековних археолошких локалитета средње Европе које је спровео Марио Шлаус од 1998. до 2004, четири далматинска и два босанска локалитета груписана су са пољским локалитетима, два континентална хрватска (аваро-словенска) локалитета сврстана су у групу мађарских локалитета западно од Дунава, док су два локалитета из Бјелобрдске културе сврстана у групу словенских локалитета из Аустрије, Чешке и Словеније. Поређење са скитско-сарматским локалитета није открило значајну сличност у морфологији лобање, нити је поткријепљена идеја о аварским граничарима. Резултати указују да је језгро ранохрватске државе било словенског поријекла, које је стигло из подручја негдје у Малопољској, вјероватно непосредном рутом Њитра (Словачка) — Заласабар (Мађарска) — Нин (Хрватска) и постепено се проширило у континентално залеђе Босне и Херцеговине до 10. вијека, међутим, до краја 11. вијека није стигло у континенталну сјеверну и источну Хрватску, гдје су се издвајали из Бјелобрдског културног кластера. Студија средњовјековних скелетних остатака у Шопоту (14—15. вијек) и Островици (9. вијек) из 2015. открила је да се они групишу са другим далматинским локалитетима, као и са пољским локалитетима, закључујући да „АГК показала да су сва налазишта на источнојадранској обали уско повезана у кранијалној морфологији и стога највјероватније имају сличан биолошки састав”. Према студији Националне академије наука Украјине из 2015, средњовјековна гробља у Зеленчу у Тренопољској области и у галичкој регији у западној Украјини имају „антрополошке особености” због којих се разликују од оближњих налазишта ранословенских племена Волињана, Тиверца и Древљана, а најближе јесте „више територијално удаљених у хронолошком пресјеку група Западних и Јужних Словена (Чеси, Лужички Словени, Морављани и Хрвати). Можда због заједничких коријена”.
Антрополошки и краниометријски подаци су у корелацији са историјским изворима, укључујући и извјештај из „О управљању царством” да се дио далматинских Хрвата одвојио и преузео власт над Панонијом и Илириком, као и други археолошки налази који указују на то да се рани Хрвати нису првобитно населили у Доњој Панонији и да је отцјепљење било повезано са политичком влашћу, а не са етничком поријеклом. Други тврде да се „гробља у Бијелом Брду и Вуковару тешко могу сматрати доказом прехрватског словенског становништва у сјеверној Хрватској” и да она прије „представљају становништво које је бјежало од Угара” током 10. вијека.

### Популациона генетика
Генетски гледано, на Y хромозомској линији, већина (65%) Хрвата из Хрватске припада хаплогрупама I2 (39—40%) и R1a (22—24%), док мањина (35%) припада хаплогрупама E (10%), R1b (6—7%), J (6—7%), I1 (5—8%), G (2%), док су остале у траговима мање од 2%. Распрострањеност, варијанси и учесталост подклада I2 и R1a (>65%) међу Хрватима повезани су са средњовјековним словенском експанзијом, вјероватно са територије данашње Украјине и југоисточне Пољске. Генетски гледано, на мајчиној линији митохондријске ДНК-а, већина (>65%) Хрвата из Хрватске (континенатална и приморска) припада трима од једанаест главних европских мтДНК хаплогрупа — H (45%), U (17,8—20,8%) и J (3—11%), док велика мањина (>35%) припада многим другим мањим хаплогрупама. На основу истраживања аутозомног идентитета по поријеклу, говорници српскохрватских језика дијеле веома велики број заједничких предака који датирају из периода сеобе прије отприлике 1500 година, са пољским и румунско-бугарским кластерима поред других источноевропских. Узрокована је словенском експанзијом, малом популацијом која се проширила у регионе „ниске густине насељености почев од 6. вијека” и да се „у великој мјери поклапа са савременом распрострањеношћу словенских језика”. Друге студије идентитета по поријеклу и примјеса, такође су пронашле равномјерне обрасце догађаја примјеса међу Јужним, Источним и Западним Словенима у вријеме и на подручју словенске експанзије, и да је заједничка балто-словенска компонента предака међу Јужним Словенима између 55—70%.
Археогенетска студија из 2022. и 2023, објављена у часописима Science и Cell, потврдила је да је раносредњовјековно ширење словенског језика и идентитета било посљедица великих кретања људи, и мушкараца и жена, из источне Европе од краја 6. и почетка 7. вијека, што је „дубоко утицало на регион”, да Хрвати имају више од 65% средњоисточноеврпског раносредњовјековног словенског поријекла, а Y-ДНК хаплогрупе 2a-L621 и R1a-Z282 су дошло у југоисточну Европу са Словенима такође.